# Chaenogobius
Chaenogobius es un género de peces de la familia de los Gobiidae en el orden de los Perciformes.

## Especies
- Chaenogobius annularis (Gill, 1859)
- Chaenogobius castaneus (O'Shaughnessy, 1875)
- Chaenogobius cylindricus (Tomiyama, 1936)
- Chaenogobius gulosus
- Chaenogobius heptacanthus (Hilgendorf, 1879)
- Chaenogobius isaza (Tanaka, 1916)
- Chaenogobius macrognathos (Bleeker, 1860)
- Chaenogobius raninus (Taranetz, 1934)
- Chaenogobius scrobiculatus (Takagi, 1957)
- Chaenogobius taranetzi (Pinchuk, 1978)
- Chaenogobius transversefasciatus (Wu & Zhou, 1990